# Epoicocladius gynocera
Epoicocladius gynocera är en tvåvingeart som först beskrevs av Edwards 1937.  Epoicocladius gynocera ingår i släktet Epoicocladius och familjen fjädermyggor. Inga underarter finns listade i Catalogue of Life.